# Diego von Österreich

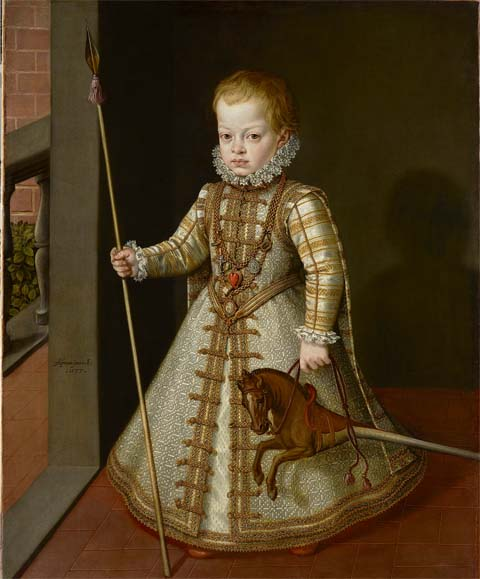
Alonso Sánchez Coello – Porträt des Infanten Don Diego, 1577, National Gallery (London)

Diego Félix von Österreich (Spanisch Diego Félix de Austria) (* 12. Juli 1575 in Madrid; † 21. November 1582 in Madrid) aus dem Haus Habsburg, trug als spanischer Thronfolger  den Titel Fürst von Asturien.

## Leben
Diego war der dritte Sohn des Königs Philipp II. von Spanien (1527–1598) aus dessen vierter Ehe mit Anna (1549–1580), Tochter des römisch-deutschen Kaisers Maximilian II.
Am 1. März 1580 wurde Diego als Fürst von Asturien von den Cortes in der Kapelle des Alcázar von Madrid gehuldigt. Damit folgte er seinem Bruder Ferdinand, der 1578 gestorben war. Der Dichter Cristóbal de Virués widmete dem Infanten Don Diego ein Sonett, welches er mit dem Wunsch verband, dass der Prinz seinem Vater nachgeraten möge. Während der Portugalreise seiner Eltern, die seiner Mutter 1580 das Leben kostete, blieb Diego gemeinsam mit seinen Geschwistern in Madrid zurück, seine Halbschwestern Isabella und Katharina waren mit der Obhut des Thronfolgers beauftragt. In Briefen Philipps wird deutlich, dass er auf Diego Félix sehr stolz war, er betont, dass sein Sohn bereits mit fünf Jahren das Alphabet und das Tanzen erlernte. Im Jahr 1582 schrieb Philipp, dass der indische Vizekönig Francisco de Mascarenhas dem Thronfolger einen Elefanten nach Europa als Geschenk geschickt habe. Philipp bemühte sich ebenfalls, dass sein Sohn die portugiesische Sprache lernte, die Philipp II. selbst nur sehr lückenhaft beherrschte, damit er als künftiger König von Portugal mit seinen Untertanen sprechen könne.
Diego erlag 7-jährig den Pocken und wurde in Kapelle 9 des Pantheon der Infanten im Real Sitio de San Lorenzo de El Escorial beigesetzt. Als Fürst von Asturien folgte ihm sein Bruder, der nachmalige König Philipp III.

## Das Gemälde
Das Gemälde des Prinzen, ein Meisterwerk des Malers Alonso Sánchez Coello aus dem Jahr 1577, wurde durch Fürst Hans Adam II. von Liechtenstein 2006 für 2 Millionen Pfund erworben und befindet sich als Leihgabe in der Londoner National Gallery, die mit dem Fürsten über den Kauf des Bildes verhandelt.